# Piazza della Calza
Piazza della Calza è una piazza del centro storico di Firenze, quartiere Oltrarno, posta alle spalle della Porta Romana, nella parte interna alle mura di Firenze, e alla confluenza di via dei Serragli e via Romana.

## Storia
La piazza si identifica con lo slargo che precede la porta Romana: vi si accede da via dei Serragli, via Romana e - provenendo da fuori città - dal piazzale di Porta Romana. Vista la presenza della monumentale porta e il suo definirsi in relazione a questa, la piazza ha avuto nel corso del tempo denominazioni che a questa si sono riferite, a iniziare da quella di piazza della Porta Romana. Ha tuttavia prevalso nel tempo l'attuale titolazione, in riferimento alla presenza del convento di San Giovanni Battista dei frati Ingesuati, detti popolarmente frati della Calza, dalla caratteristica forma del loro cappuccio. L'ordine si trasferì qui nel 1531, dopo la distruzione del loro monastero fuori Porta a Pinti durante l'assedio di Firenze.
Al tempo della pianta del Buonsignori (1584-1594) questa zona faceva parte di una zona cuscinetto tra l'estremità delle mura e un bastione interno appositamente voluto da Cosimo I e collocato all'altezza di San Pier Gattolino. Il cartografo vi disegnò un pozzo al centro e una serie di case che vi afferivano, in larga parte tuttora esistenti.
Al tempo di Cosimo II la casa davanti alla porta fu decorata da un ammirato affresco di Giovanni da San Giovanni (1617 circa); all'inizio degli anni 1950, ormai quasi illeggibile, venne staccato e al suo posto venne rifatta una scena cone La vita di Firenze nei secoli di Mario Romoli (1954).
Negli anni trenta del Novecento (con completamento nel 1938) un intervento, promosso dal Comune e diretto dall'architetto Ezio Zalaffi (allora capo dell'Ufficio delle Belle Arti), sistemò la piazza demolendo alcune costruzioni tarde che erano addossate a Porta Romana (in particolare un piccolo fabbricato che ospitava il corpo di guardia dei Vigili Urbani) e furono aperte quattro nuove arcate nelle mura per favorire la viabilità.

## Descrizione
Per quanto di una certa ampiezza, la piazza si percepisce come logico proseguimento delle varie arterie più che come piazza in senso stretto, dato che qui convergono verso la porta cittadina due strade e che il traffico veicolare, per quanto limitato, è alquanto sostenuto, oltre che per il fatto che la zona centrale è riservata al parcheggio degli autoveicoli.

### Edifici
| Immagine | N.       | Nome                                                  | Descrizione |
| -------- | -------- | ----------------------------------------------------- | --- |
|          | s.n.     | Porta Romana                                          | È la porta più a sud delle mura di Firenze, posta sulla via per Siena e per Roma. Fu costruita tra il 1328 e il 1331 (si vuole su progetto di Andrea Orcagna) e ribassata nel Cinquecento per renderla meno vulnerabile ai cannoneggiamenti. Lo stato attuale è quello determinato da un intervento del 1938, quando il complesso fu definitivamente isolato da alcune costruzioni che vi erano addossate e vennero aperte quattro nuove arcate nelle mura attigue per favorire la viabilità. I grandi battenti lignei in quercia sono in larga parte originali. |
|          | s.n.     | Giardino di Boboli                                    | Il lato est della piazza è per lo più occupato da un muro di cinta del giardino di Boboli, dove si apre una cancellata carrabile, forse un tempo usata come accesso di servizio dei lavoratori, e oggi non ad uso dei visitatori. La cancellata presenta un grazioso disegno a volute, forse settecentesco o comunque di ispirazione rococò. Un altro ingresso invece fruibile si trova poco più avanti, oltre la porta Romana, nel piazzale di Porta Romana. |
|          | 1        | Casa del monastero di Santa Maria Maddalena de' Pazzi | Si tratta di un edificio ben curato, con il fronte organizzato su quattro piani per tre assi, il portoncino decentrato a sinistra, il tutto riconfigurato secondo un misurato disegno presumibilmente riconducibile alla prima metà dell'Ottocento. Serba memoria del pietrino posto al terreno, fortemente consunto, ma ancora leggibile come recante l'insegna del monastero di Santa Maria Maddalena de' Pazzi del tipo noto e ugualmente documentato in questa zona (ad esempio a via de' Serragli 206r-208r). |
|          | 2r-3r-4r | Casa dell'Allegoria di Firenze                        | Nel 1954 il comune di Firenze bandì un concorso per sostituire il precedentemente affresco distaccato e distrutto durante l'ultimo conflitto mondiale. Il concorso fu vinto da Mario Romoli, che vi raffigurò gli artisti e gli uomini illustri fiorentini di ieri e del suo tempo, con al centro San Giovanni Battista e Maria incoronata presso un trigramma IHS. Da sinistra si riconoscono Quinto Martini (che modella una statua), Luigi Campedelli, Giovanni Papini (col libro in mano), Ardengo Soffici (col maglione a coste), Ottone Rosai, Italo Gamberini (con in mano un progetto), Primo Conti e lo stesso Mario Romoli (seduto al cavalletto), oltre a un muratore inginocchiato in basso a sinistra a simboleggiare tutte le maestranze impegnate nella ricostruzione di Firenze dopo i danni della guerra; a destra Dante Alighieri, Masaccio, Leonardo da Vinci (con la barba bianca), Marsilio Ficino, Girolamo Savonarola (con l'abito domenicano), Agnolo Poliziano, Lorenzo de' Medici (col chaperon) e Francesco Ferrucci (in armatura). |
|          | 6        | Complesso di San Giovanni Battista della Calza        | Nato nel 1373 come ospizio per i pellegrini, dedicato a san Niccolò "dei Frieri", il complesso fu inizialmente sotto il patronato dei cavalieri di Malta. Nel 1392 il gran maestro Riccardo Caracciolo cedette questo ospedale alle appena costituitesi monache gerosolimitane o cavalleresse di Malta per farne il loro convento. In seguito agli stravolgimenti dell'assedio di Firenze (1529-1530) si insediarono qui frati Ingesuati, che usavano portare appoggiato sulla spalla un cappuccio allungato a forma di calza, da cui derivò il soprannome di "frati della calza", finendo per dare il nome a tutto il complesso e alla piazza. Soppresso l'ordine degli Ingesuati nel 1668, il complesso ospitò varie istituzioni religiose. Acquistato nel 1987 dall'Ente Arcidiocesi di Firenze fu riaperto nel 1992 come centro di ospitalità per sacerdoti anziani. Grazie ai fondi resi disponibili in occasione del Giubileo del 2000 si intervenne nuovamente tra il 1998 e il 2001 con un ampio progetto di ristrutturazione volto a potenziare la possibilità ricettiva. Nel 2019 infine fu venduto a privati. Nell'attesa di un progetto concreto e condiviso sulla sua riapertura, oggi il complesso resta chiuso. |

### Lapidi
Sul muro esterno del complesso della calza si vede una lapide con un bando dei Signori Otto, in parte abrasa ma nota da trascrizioni, che proibiva come di consueto i giochi rumorosi nei pressi del luogo sacro:
| LI SPETTALI SS. OTTO DI GVARDIA E BALIA DELLA CITTÀ DI FIRENZE PROIBISCNO A QVAL SISIA PSONA DI QVALSIVOGLIA STATO · GRADO E CONDIZ.NE IL GIOCARE A CARTE PALLA PALLOTTE FORMA O RVZZOLA E A QUALSISIA ALTRA SORTE DI GIOCO NESSVNO ECCETTVATO PRESSO LA CHIESA DI S. GIO. BATTA DE.LA CALZA DALLA PORTA E PIAZZA A BA 100 P OGNI VERSO ALLA PENA DI SCVDI 2 DI CATTVRA OLTRE L'ALTRE PENE IMPOSTE DALLE LEGGI SOPA TALI TRASGRESNI DISPONETI P. M. GIVSEPPE VESINI CAN. MAGRE DOMENICO GROPPI COAD. |

La trascrizione in italiano corrente è: «Gli spettabili Signori Otto di Guardia e Balìa della città di Firenze proibiscono a qualsiasi persona di qualsivoglia stato, grado e condizione di giocare a carte, a palla, a pallottole, alla forma o alla ruzzola o a qualsiasi altro tipo di gioco, nessuno escluso, nei pressi della chiesa di San Giovanni Battista della Calza dalla porta e nella piazza a braccia 100 (circa 500-600 metri) in ogni verso, pena una multa di 2 scudi, la cattura, e le altre pene imposte dalle leggi su tali trasgressioni, su disposizione del pubblico magistrato Giuseppe Vesini e del cancelliere maggiore Domenico Groppi coadiuvatore». Il Vesini fu magistrato nei primi due decenni del Settecento, come si legge nel bando contro l'alloggio di prostitute in via dei Girolami (datato 1701), e in quello perduto (ma noto dalla trascrizione del Bigazzi) che vietava i rumori presso il convento della Nunziatina (oggi Albergo Popolare) in via della Chiesa (datato 1714).
Sul lato interno interno di Porta Romana si trova poi una lapide datata 1327, con scudetto del Comune (giglio fiorentino) e del Popolo (croce del Popolo), che riporta i dati sulle dimensioni che allora aveva la struttura (via, mura, fossati) in braccia fiorentine, in modo che non potessero essere variate a vantaggio dei privati. Lapidi similio di trovano di simili su altre porte urbiche cittadine (da esempio Porta alla Croce) e, analogamente ad esse, è oggi sostituita da una copia fedele (l'originale dovrebbe trovarsi nei depositi comunali o in quelli del Museo di San Marco):
| + ANNI:DNI:MCCCXXVII:INDITIONE:UNDECIMA LA VIA:DEL.COMVNE:DENTRO:ALEMVRA EBRACCIA:XVI:ET LEMVRA:GROSSE BR III:EFOSSI:AMPII:INBOCCA:BR:XXX ET LAVIA:DIFVORI:INSVIFOSSI:BRACCIA:XII ET LEFOSSETTE:DALAVIA:ALECANPORA __H ET COSI:DEE:ESSERE:INTVCTO:BRACCIA:LXI |

Traduzione della parte latina e traslitterazione dell'italiano in lingua corrente: «Anno del Signore 1327, undicesima indizione: la strada del Comune dentro le mura è di 15 braccia (tra 8 e 9 metri), le mura sono spesse 3 braccia (circa 1,75 m), i fossati ampi all'imbocco 30 braccia (17,50 m), la via esterna lungo i fossati 12 braccia (7 m) e le fossette dalla via alla collina delle Campora (misura abrasa, probabilmente quando questi fossi ausiliari vennero chiusi), e così deve essere in tutto 66 braccia (circa 38/39 m)».